# Элерт, Герта
Ге́рта Э́лерт (нем. Herta Ehlert; урожд. Лиес, нем. Liess; 26 марта 1905, Берлин — 4 апреля 1997, Берлин) — надзирательница во множестве концентрационных лагерей нацистской Германии во времена Холокоста.
15 ноября 1939 года Элерт получила на бирже труда назначение на службу в отряд СС, после чего начала работу в концлагере Равенсбрюк. По её собственным словам, она «должна была следить, чтобы гражданские работники не смешивались с заключёнными», а позже была назначена надзирательницей за рабочими группами за пределами лагеря.
В октябре 1942 года была переведена в концлагерь Майданек на окраине польского города Люблина. Сама Элерт утверждала, что её перевод стал наказанием за хорошее отношение к заключённым, и что она не давала им жестоких наказаний и помогала узникам концлагеря с едой. Тем не менее, на Бельзенском процессе говорилось, что она получила перевод в качестве поощрения, и что в Майданеке ей улучшили условия труда.
В середине 1944 года её перевели в другой польский город — Краков. Офицеры СС замечали, что она была слишком мягка, вежлива и помогала заключённым, поэтому СС отправил её обратно в Равенсбрюк для прохождения ещё одного учебного курса, на этот раз курируемого тюремной надзирательницей Доротеей Бинц. В это время Элерт разводится со своим мужем. После Второй мировой войны Герта описывала «учебный курс» в Равенсбрюке как крайне «физически и эмоционально требовательный». Халина Нелькен (нем. Halina Nelken) описывала Элерт в Плашове следующими словами: «…страдающая ожирением, неспешная, со злым характером и абсолютно мастерски владеющая хлыстом. Она была надзирательницей, отвечающей за кухню. Через небольшое окно она шпионила за еврейками, когда те были на работе, чистили картофель, лук, мыли посуду и исполняли другие обязанности, необходимые на кухне. Однажды Элерт даже приказала женщинам, которые были на работе, полностью раздеться. После того как они разделись, Элерт обыскала каждую с особой тщательностью, пытаясь найти, без сомнения, кольца, деньги, наручные часы и другие ценности. Она оставалась на работе до окончательной ликвидации лагеря Плашов. Она также была на марше смерти, когда пришло время отступать вместе с немцами».
Позже Герта была переведена в концлагерь Освенцим, где надзирала за женскими командными группами Kommandos (группы рабского труда). Впоследствии Элерт служила охранницей в подлагере Освенцима в Райско (польск. Rajsko), Польша, а затем стала заместителем надзирательниц Элизабет Фолькенрат (нем. Elisabeth Volkenrath) и Ирмы Грезе (нем. Irma Grese) в концлагере Берген-Бельзен.
Когда британская армия освободила Берген-Бельзен, Элерт была арестована и осуждена на Бельзенском процессе. Также была ответчиком № 8 в ходе судебного процесса. На суде Герту спросили, была ли она причастна к кражам, жестоким избиениям, совершала ли убийства и так далее, но она отрицала большинство обвинений. Элерт была одной из 45 обвиняемых на этом процессе и не признала свою вину ни по одному обвинению. Признана виновной в преступлениях в Берген-Бельзене и невиновной в преступлениях в Освенциме.
Элерт была приговорена к 15 годам тюрьмы, но её освободили досрочно 7 мая 1953 года. После войны Герта жила под другой фамилией — Герта Науманн (нем. Herta Naumann). Умерла 4 апреля 1997 года в возрасте 92 лет.